# Ilhéu dos Pássaros

Ilhéu dos Pássaros est un îlot du Cap-Vert situé dans l'océan Atlantique au large de São Vicente.

## Description
Ilhéu dos Pássaros est un îlot rocheux inhabité situé dans la baie de Mindelo, sur l'île de São Vicente, au Cap-Vert.
Il se trouve à environ 1,3 km à l'ouest de Ponta João Ribeiro et à 3,5 km au nord-ouest du centre-ville de Mindelo. L'îlot se situe entre la baie de Porto Grande et le canal de São Vicente, le canal de l'océan Atlantique qui sépare les îles de São Vicente et de Santo Antão. 
La baie de Mindelo est une caldeira volcanique remplie d'eau de mer. L'île rocheuse fait partie du bord du cratère de la caldeira de Mindelo.
Au cours de la dernière période glaciaire, les îles de São Vicente, Santo Antão et Santa Luzia formaient une seule masse continentale partiellement inondée lors du dégel des glaces. L'Ilhéu dos Pássaros, qui mesure environ 150 mètres de long et de large, a une superficie d'environ 0,023 km², le point culminant est de 40 m. Il n'y a pas d'eau et seulement une végétation clairsemée d'herbe. 
Ilhéu dos Pássaros abrite un petit phare et ferme la baie de Porto Grande, un grand port naturel de l'île de São Vicente formé par le cratère sous-marin d'un volcan d'environ 4 km de diamètre.